# Laurent Janssens
Laurent Janssens, geboren Henricus Antonius Maria Janssens (Sint-Niklaas, 3 juli 1855 - Scheut, 17 juli 1925), vanaf 1912 met toevoeging de Varebeke,  was een Belgisch rooms-katholiek priester, bisschop en benedictijn.

## Levensloop
Henri Janssens was een van de tien kinderen van de industrieel en volksvertegenwoordiger Theodoor Janssens.
Hij ging in 1875 filosofie en theologie studeren aan de Pauselijke Universiteit Gregoriana in Rome. In 1877 werd hij tot priester gewijd, maar in 1878 moest hij het instituut om gezondheidsredenen verlaten. In 1879 behaalde hij niettemin het doctoraat in de theologie. In 1880 trad hij in bij de benedictijnen van de Abdij van Maredsous, onder de naam van Dom Laurent en in 1881 sprak hij zijn eeuwige geloften uit. Hij werd lector in dogmatiek, in 1883 in Maredsous, in 1886 in de Abdij van Seckau. In 1887 werd hij retoricaleraar in de abdijschool van Maredsous.
In 1893 werd hij in Rome pro-rector en in 1894 rector van het Benedictijnse Instituut. In 1909 werd hij binnen de congregatie van de religieuzen, secretaris van de pauselijke commissie voor Bijbelstudie. Hij ontpopte zich tot een erkend, hoewel niet onomstreden, Bijbelkenner. Het was de periode waarin men binnen de Bijbelexegeten nog niet klaar was wat betreft de tegenstrijdigheden tussen het boek Genesis en het darwinisme en de evolutietheorie.  
In 1921 werd hij tot titulair bisschop van Bethsaïda benoemd en gewijd door de president van de Pauselijke Bijbelcommissie, de Nederlandse kardinaal Willem Marinus van Rossum.

## Publicaties
- La Confirmation: exposé dogmatique, historique et liturgique, Brugge, DDB, 1888.
- Maître Rhomas Bouquillon, in Revue Bénédictine, 1904.
- Fleurs éparses, Brugge, DDB, 1922.